# Thottea kamarudiniana
Thottea kamarudiniana är en piprankeväxtart som beskrevs av T.L.Yao. Thottea kamarudiniana ingår i släktet Thottea och familjen piprankeväxter. Inga underarter finns listade i Catalogue of Life.